# 영석중학교
영석중학교(榮錫中學校)는 경기도 의정부시 용현동 산33-1번지에 있던 사립 중학교이다.

## 학교 연혁
- 1970년 6월 1일 : 학교법인 복지학원 인가
- 1970년 6월 2일 : 초대 이사장 설립자 안채란 선생 취임
- 1971년 1월 28일 : 본교사(4,290㎡) 및 부속건물(11,000㎡) 준공
- 1974년 1월 5일 : 복지고등학교 3학급 설립인가
- 1974년 3월 1일 : 초대 교장 안채란 취임(중·고)
- 1991년 2월 28일 : 폐교[1]

## 참고 자료
- 91학년도부터 의정부 염석중, 과천여중 폐교 MBC 뉴스데스크 1989.06.27.